# フーヴァーモラトリアム
フーヴァーモラトリアム（英語: Hoover Moratorium）は、1931年に当時のアメリカ合衆国大統領ハーバート・フーヴァーが、世界恐慌によって財政危機に陥ったドイツを救済するために行った債務支払猶予措置。西洋諸国によるアメリカへの債務支払いを1年猶予すると同時に、ドイツによる西欧諸国への賠償支払いに1年の猶予を与えた。1931年6月20日にフーヴァー大統領が声明を発表した。フランスは即座に反対したが、モラトリアムは7月6日までに15カ国からの支持を得て、アメリカ議会は12月に承認した。
この措置の裏には猶予期間内に経済が回復するだろうというフーヴァーの予測があったが、経済は好転せず、世界恐慌は更に深刻化した。イギリスは金本位制の放棄を余儀なくされ、ドイツは深刻な金融危機の最中にあり、フランスもモラトリアムが終了するとすぐにドイツに賠償支払いを強要するつもりでいた。賠償問題は1932年6月のローザンヌ会議に持ち越されることになる。
モラトリアムが終了すると、少数ながらもアメリカへの債務支払いを再開する国があったが、結局完済できたのはフィンランドだけだった。